# 氟磺酸钾
氟磺酸钾是一种无机化合物，化学式为KSO3F，可由氟磺酸和氟化钾反应得到。它是白色粉末，于350 °C熔化并分解。它是正交晶系的晶体，属Pnma空间群，晶胞参数a=8.62 Å, b=5.84 Å, c=7.35 Å, Z=4，晶体结构类似于硫酸钡。